# Lijst van Nederlandse adellijke families (naar titel)
Dit is een lijst van Nederlandse adellijke families zoals opgenomen in het Filiatieregister van de Hoge Raad van Adel in Den Haag, het formele register van de Nederlandse adel. Adellijke families die in de loop der eeuwen uitgestorven zijn vóór de uitroeping van het Koninkrijk der Nederlanden in 1813, staan hier niet in.
Indien aan een geslacht een adellijke titel is toegekend mogen de leden van dit geslacht, al naargelang de wijze waarop deze titel is toegekend (dat wil zeggen bij eerstgeboorte of op allen) een van de volgende titels voeren: ridder, baron, burggraaf, graaf, markies, hertog of prins, en natuurlijk de vrouwelijke equivalenten hiervan, uitgezonderd de riddertitel, want daarvan is geen vrouwelijke variant in Nederland. In Nederland mag de adel slechts één adellijke titel voeren, het Koninklijk Huis uitgezonderd. De adellijke titel wordt, in tegenstelling tot het adellijke predicaat, vóór de achternaam geplaatst, uitzonderingen daargelaten, zoals bij de familie Van Welderen baron(es) Rengers of van Panthaleon baron(es) van Eck.
Ongetitelde adel heeft recht op het voeren van het adellijke predicaat van jonkheer of jonkvrouw. Dit predicaat wordt vóór de voornaam gevoerd en kan worden afgekort als jhr. of jkvr.
Na de onafhankelijkheid van België in 1831 (feitelijk) komen er geen hertogelijke families meer voor in de Nederlandse adel en is het aantal Nederlandse adellijke families met de titel van markies en burggraaf aanzienlijk gereduceerd. Feitelijk wonen er thans geen mark- en burggrafelijke, Nederlandse adellijke families (meer) in Nederland. Hoewel er wel verzoeken om inlijving in de Nederlandse adel zijn binnengekomen/binnenkomen van buitenlandse adellijke families met de titel(s) van markies, hertog en/of prins, voert de Hoge Raad van adel het beleid om deze families niet in te lijven. Alles hoger dan graaf kwam niet voor inlijving in aanmerking, met uitzondering van de aan de koninklijke familie gelieerde leden van het geslacht de Bourbon de Parme in 1996.
Van alle adellijke families wordt een genealogisch periodiek uitgegeven, verschijnend eenmaal per jaar (een aantal malen eenmaal per twee jaar), getiteld Nederland's Adelsboek. Vanaf 1988 tot (waarschijnlijk) de komende uitgave van eind 2015 zijn alle geslachten wederom bijgewerkt; de serie die begonnen is in 1988 geeft een overzicht van àlle tot de Nederlandse adel behoord hebbende leden. De serie uitgegeven tussen 1973 tot 1987 gaf alleen een état présent van de alsdan levende leden van adellijke families. Dit naslagwerk is op de meeste rijksarchieven beschikbaar.
Legenda bij lijst van adeldom:
- A = overgang op allen. Indien hoofd of eerstgeboorte van adellijke familie een afwijkende titel voert is dit aangegeven
- E = overgang bij eerstgeboorte. De rest van de adellijke familie is in principe ongetitelde adel, tenzij anders aangegeven
- P = persoonlijk (geen overgang), ook wel ad personam genoemd
- K = leden behoren tot, of deels tot de Nederlandse koninklijke familie. Verkrijging of vererving van titels is apart geregeld, naast die van de wet op de adeldom
- I = inlijving van buitenlandse adel in de Nederlandse adel
- IE = Inlijving door Erkenning van inheemse Nederlandse adel
- B = adellijke familie met heden ten dage niet-Nederlandse nationaliteit, maar wel behorende tot de Nederlandse adel
- O = titel is omgezet naar een andere titel. Erachter staat waarin de titel is omgezet
- V = titel is vervallen of niet meer bestaande. Adellijke familie behoort alleen nog tot de ongetitelde adel, tenzij anders aangegeven
- U = adellijke familie is uitgestorven. Tussen haakjes erachter het jaar van uitsterven
- R = adellijke familie is geroyeerd. Tussen haakjes erachter het jaar van royement
- ( ) = Namen van families die opgehouden zijn tot adel te behoren of wier titel niet meer bestaat, staan tussen haakjes.

## Families met de titelprinsof prinses
- De Bourbon de Parme - A, I • De kinderen van Carlos Hugo van Bourbon-Parma zijn in 1996 ingelijfd in de Nederlandse adel met de titel prins(es) de Bourbon de Parme en met het predicaat Koninklijke Hoogheid.
- van Oranje-Nassau - K • De meeste leden van het Koninklijk Huis behoren tot de adel, met de titels Prins(es) der Nederlanden en/of Prins(es) van Oranje-Nassau. De kinderen van Prins Claus der Nederlanden voeren tevens het predicaat van Jonkheer van Amsberg. De koning(in) als fons honorum staat boven de adel.
- de Riquet de Caraman - E, B • De familie behoort zowel tot de Nederlandse als de Belgische adel. In de Nederlandse adel is het hoofd prins van Chimay, de rest van familie is graaf of gravin.
- Wellesley - E, B • Een Britse familie die behoort tot Nederlandse adel: de Hertog van Wellington is prins van Waterloo; de rest van de familie is jonkheer of jonkvrouw.

## Families met de titelhertogof hertogin
De titel hertog of hertogin bestaat niet langer in de Nederlandse adel.

## Families met de titelmarkiesof markiezin (markgraaf/markgravin)
- (van Hoensbroeck) - E, B, V • De familie leefde sinds eind 18e eeuw in Duitsland. Het hoofd van de familie is aldaar bekend als Marquis und Graf von und zu Hoensbroech. Overige leden van deze familie voeren de titel van Graf en Gräfin von und zu Hoensbroech. In de Nederlandse adel is de titel markies vervallen, alle familieleden zijn graaf of gravin.
- Le Poer Trench - E, B • De Anglo-Ierse familie behoort zowel tot de Nederlandse als de Britse adel. De Earl of Clancarty is in de Nederlandse adel markies van Heusden; de rest van de familie is jonkheer of jonkvrouw.

## Families met de titelgraafof gravin
- (d'Aubremé) - E, U (1835)
- (d'Auxy) - A, E, B • Behoorde ook tot de Belgische adel (U (1985?)
- Bentinck (II) - A, I • De andere tak van de familie is baron of barones.
- (de Borchgrave d'Altena) - A, B • Wordt ook gerekend tot de Belgische adel
- (Borluut) - A, U (1946)
- van (von) Bylandt - A
- van den Bosch - E, V
- (du Chastel de la Howarderie) - A, V
- Dumonceau - A
- (van der Duyn) (I) - A, U (1969)
- Festetics de Tolna - A, I
- de Ficquelmont - E
- de Geloes - A
- (van der Goltz) - A, U (1863)
- (van Gronsfeld Diepenbrock) - A, U (1827)
- van Heerdt tot Eversberg - E • De rest van de familie is baron of barones.
- (van Heiden/von Heyden) - A, I, V
- de Hochepied - A, I
- van Hoensbroeck - A, B
- van Hogendorp (I) - E, I • De andere tak van de familie is baron of barones.
- (von Hompesch-Rürich) - A, I, U (1932)
- de Marchant et d'Ansembourg - A
- (de Larrey) - A, I, U (1848)
- van Limburg Stirum - A
- van Lynden (II) - A • De andere tak van de familie is baron of barones.
- (van Nassau la Lecq) - U (1824)
- de Norman d'Audenhove (I) - E
- von Oberndorff - A, I
- van Oranje-Nassau van Amsberg - A, K • De familie voert de titels graaf of gravin van Oranje-Nassau en jonkheer of jonkvrouw van Amsberg.
- de Perponcher Sedlnitsky (II) - E
- von Quadt (II) - A
- van Randwijck - A
- von Ranzow - A
- van Rechteren A
- van Rechteren Limpurg (Rijksgraaf) - A
- (van Reede) (I) - A, V
- (van Renesse) - A, U (1855)
- de Riquet de Caraman - A, B • Het hoofd van de familie is prins.
- Schimmelpenninck - A
- zu Stolberg-Stolberg - A, I
- (van Wassenaer) - A, V • De familie voert alleen nog de titel baron of barones.
- Wolff Metternich - A, I
- van Zuylen van Nijevelt - E, I, B • De rest van de familie is baron of barones.

## Families met de titelburggraafof burggravin
- du Bus de Gisignies - E, B
- de Preud'homme d'Hailly de Nieuport - E • Het hoofd van familie voert de titel Burggraaf van Nieuport.
- Roest van Alkemade - E, B • De rest van de familie is baron of barones.

## Families met de titelbaronof barones
- d'Ablaing (van Giessenburg) - A, B (Nederlandse tak uitgestorven in 1972; in de VS leeft nog een in 1872 gevestigde tak)
- van Aerssen Beijeren van Voshol - A
- (Alberda) - A, V
- (van Alderwerelt) - A, U (1905)
- (Arrazola de Oñate) - A, U (1905) • Sinds de onafhankelijkheid van België nooit meer in Nederland gewoond, leeft voort in België.
- van Asbeck - A
- d'Aulnis de Bourouill - A
- (van Aylva) - A, U (1827)
- (van Balveren) - A, U (1944)
- (Barbaix (de Bonnines)) - E, U (1929)
- Baud - E
- (de Beijer) - E, I, U (1836)
- (de Bieberstein Rogalla Zawadsky) - A, U (1947)
- (de Billehé de Valensart) - A, U (1908)
- Bentinck (I) - A, I • De andere tak van de familie is graaf of gravin.
- (van Boecop) - A, U (2002)
- van Boetzelaer A
- (van den Bogaerde) - E, V
- (du Bois) - E, U (1908)
- (von de Bongart) - A, R (1820)
- van der Borch - A
- (van der Hooghe van Borssele) (I) - P, U (1829)
- (Bounam de Ryckholt) - A, U (1947)
- van Brakell - A
- Brantsen - E
- van Breugel - E
- (Van Brienen) (I) - E, U (1974)
- (van Broeckhuysen) - A, U (1887)
- (du Bus) (II) - U (1976)
- (du Bus de Warnaffe) - V
- Calkoen - E
- van der Capellen - A
- (de Casembroot) - E, I, V
- (Chassé) - E, U (1861)
- (Clifford) - E, V
- van Coeverden - A
- Collot d'Escury - A, I
- de Constant Rebecque - A, I
- (Coppin) - E, U (1970)
- (De Crassier) - A, U (1949)
- Creutz - A, I
- (Daelman) - E, V
- (Dedel) - E, V
- van Dedem - A
- (van Delen) - A, U (1956)
- (von Derfelden) - E, U (1857)
- Dibbets - E
- (Diert) - E, U (1902)
- (van Doorn) (I) - E, V
- (van Dopff) - A, U (1922)
- van Dorth tot Medler - A
- (van der Duyn) (I) - A, O • De titel van deze tak is omgezet naar graaf.
- (van der Duyn) (II) - A, U (1969)
- van Eck - A
- van Erp - A
- (Fagel) - E, U (1940)
- van der Feltz - A, I
- (Forstner van Dambenoy) - A, I, U (1931)
- (van Fridagh) - A, I, U (1959)
- (Gansneb, was ook genoemd Tengnagel) - A, U (1932)
- van Geen - E
- de Geer - E, I
- Gericke - A
- (von Geusau) (II) - E, U (1906)
- Gevers - E
- (de Gijselaar) - E, U (1953)
- (de Girard de Mielet van Coehoorn) - E, I, V
- (van der Goes) - A, V
- (van Goltstein) - A, U (1934)
- (de Graillet) - E, U (1902)
- Groeninx van Zoelen - E
- (Hacfort) - E, U (1939)
- (van Haeften (I)) - A, U (1881)
- van Haersolte - A
- (van Hall) - E, U (1866)
- van Hangest d'Yvoy - A
- van Hardenbroek - A
- (van Haren) - A, U (1850)
- van Harinxma thoe Slooten - A
- de Heeckeren d'Anthès - A, I
- van Heeckeren - A
- van Heemstra - A
- van Heerdt - A
- van Heerdt tot Eversberg - A • Het hoofd van deze tak van de familie Van Heerdt is graaf.
- (van Heilmann van Stoutenburg) - E, I, U (1916)
- (van der Heim) - E, U (1898)
- van Hemert tot Dingshof - A
- (van Herzeele) - E, U (1960)
- de Heusch - A
- van der Heyden - E
- van der Heyden van Doorneveld - E
- van Hogendorp (II) - A, I • Het hoofd van een andere tak van deze familie is graaf.
- (Hogguer) - A, I, U (1911)
- van Hövell- A
- (van Hugenpoth) - A, U (1990)
- Huyssen van Kattendijke - E • De rest van het mannelijk gedeelte van deze familie is ridder.
- van Imhoff - A
- (von Innhausen und Kniphausen) - A, U (1884)
- (d'Isendoorn à Blois) - A, U (1865)
- van Isselmuden - A
- van Ittersum - A
- (van Keppel) - A, V
- (de Keverberg) - A, U (1921)
- (Klerck) - A, U (1926)
- van Knobelsdorff - A, I
- de Kock (I) - E
- de Kock (II) - A
- Krayenhoff - E
- (van Laer) - A, U (1877)
- (de Lamberts de Cortenbach) - E, P, U (1872)
- (Lampsins) - A, R (1834)
- (Lampsins van den Velden) - A, U (1953)
- van Lamsweerde - A
- van Lawick - A
- van Lawick van Pabst- A
- (de Liedel) - E, U (1852)
- von (de) Loë - A
- van Lynden (I) - A • De andere tak van deze familie is graaf.
- de Macar - E
- Mackay - A
- von Maltzahn - A, I
- (van Massow) - A, I, U (1909)
- (de Meer d'Osen) - A, U (1905)
- Melvill van Carnbee - E
- (de Mey) - E, V
- Michiels van Kessenich - E
- (Michiels van Verduyn) - E, V
- Mollerus - E
- Mulert - A
- Van Nagell - A
- van Nahuys - E, I
- (de Negri) - A, U (1934)
- (Nepveu) - E, U (1903)
- (van Neukirchen genaamd Nyvenheim) - A, U (1940)
- (de Norman d'Audenhove) (II) - E, P, V
- van Oldeneel tot Oldenzeel - A
- (d'Olne) - A, U (1891)
- (van Omphal) - E, I, U (1863)
- d'Osy de Segwaert -
- (van Pabst) - E, I, P, V
- van Pallandt - A, I
- (van Panhuys) - E, V
- (de Pélichy) - E, V
- (de Perponcher Sedlnitsky) (I) - E, I, V
- (de Perponcher Sedlnitsky) (II) - E, I, O • De titel van het hoofd van deze tak van de familie is omgezet naar graaf.
- (van Plettenberg) - A, U (1929)
- (de Plevits) - A, U (1873)
- (du Pont) - E, U (1877)
- (de Posson) - E, U (1954)
- Prisse - E, I
- (von Quadt) (I) - A, V
- Quarles - A, I
- (von Rade) - E, U (1869)
- van Raders - E, I
- (de Raet) - A, U (1937)
- van Randwijck (I) - A • De ander tak van de familie is graaf.
- van Reede (II) - A
- Rengers - A
- (van Rhemen) - A, U (1951)
- (von Riedesel d'Eisenbach) - A, U (1910)
- van Rijckevorsel - E
- Röell - E, I
- Roest van Alkemade - A • Het hoofd van de familie is burggraaf.
- (de Rosen) - A, U (1910)
- (de Roy van Zuydewijn/de Roye van Wichen) - E, V
- (von Saint-Remy) - A, R (1817)
- (de Salis) - E, I, U (1900)
- Sandberg - E
- Schimmelpenninck van der Oye - A
- thoe Schwartzenberg en Hohenlansberg - A
- (de Senarclens de Grancy) - E, U (1972)
- Sirtema van Grovestins - A
- Six van Oterleek - E
- (Slicher) - E, U (1896)
- van Slingelandt - A, I
- Sloet van de Beele - A
- Sloet tot Everlo - A
- Sloet - A
- de Smeth - A, I
- Snouckaert van Schauburg - A
- (van Spaen) - A, I, U (1888)
- Speyart van Woerden - A
- Steengracht - E
- (Straalman) - A, I, U (1887)
- Stratenus - E
- (Strick van Linschoten) - E, I, V
- van Styrum - E
- Sweerts de Landas - A
- van Sytzama - A
- Taets van Amerongen - A
- (van Tengnagell) - A, U (1973)
- Testa (geslacht) - E
- (de Thier) - E, P, V, U (1909) • Het mannelijk deel van de familie was ridder.
- van Till - A
- (Tindal) - E, U (1974)
- (des Tombe) - E, I, V
- (Torck) - A, U (1902)
- (du Tour) - A, U (1984)
- (Travers) - E, U (1895)
- (de Trevey de Charmail) - E, I, U (1884)
- van Tuyll van Serooskerken - A
- van Utenhove - A
- van Verschuer - A, I
- (Verstolk) - E, U (1845)
- (van Voërst) - A, U (1858)
- van Voorst tot Voorst - A
- de Vos van Steenwijk - A
- (Vosch van Avesaet) - E, U (1826)
- (van Vredenburch) - E, V
- de Warzée d'Hermalle (I) - E
- van Wassenaer - A
- (de Watteville) - E, I, U (1909)
- de Weichs de Wenne - A
- (van Westerholt) - A, U (1981)
- (van Westreenen van Tiellandt) - E, U (1848)
- (van Wevelinchoven de Sittert) - A, I, U (1891)
- (van Wickevoort Crommelin) - P, U (1883)
- de Wijkerslooth - E, I, (P)
- van Wijnbergen - A
- Wittert- E, I
- von Wydenbruck - A, I
- (de Wymar) - U (1847)
- van Zuylen van Nievelt - A, U (1947)
- van Zuylen van Nyevelt - A • Het hoofd van de familie is graaf.

## Families met de titelridder
- (Alewijn) - A, I, V (ridderlijke titel uitgestorven in 1903)
- (de Behr) - A, U (1954)
- (du Bus) (II) - E, O (omzetting naar baron)
- de Bye (ook: Van der Does de Bye) - E
- (van Citters) - E, V (vervallen wegens niet lichten)
- von Devivere - A
- (van der Heim) - E, O (omzetting naar baron)
- Huyssen van Kattendijke - A • Het hoofd van de familie is baron.
- (van Lockhorst) - E, U (1921)
- de Maurissens - E
- (Pauw van Wieldrecht) - E, V
- de Plevits - A
- van Rappard - A
- (van der Renne) - A, U (1964)
- Bosch van Rosenthal - A, I
- Nedermeijer von Rosenthal - A, I, (uitgestorven in 1995)
- de van der Schueren - A
- de Stuers - E
- (de Warzée d'Hermalle) (II) - E, U (1933)
- (van Westreenen van Tiellandt) - E, O (omzetting naar baron)

## Ongetitelde adellijke families met het predicaatjonkheerof jonkvrouw
- (Aebinga van Humalda) - U (1834)
- van Aefferden - B • De familie behoort zowel tot de Nederlandse als de Belgische adel. Eén lid verkreeg in 1871 in België de titel van burggraaf waardoor alle leden in Nederland ook die Belgische titel dragen. In de Nederlandse adel is de familie echter ongetiteld.
- (van Akerlaken) - U (1912)
- Alberda
- (Alemans) - U (1835)
- Alewijn
- Alting von (van) Geusau
- Alting Siberg
- Alewijn - I
- (van Alphen) - U (1975)
- van Andringa de Kempenaer
- van Asch van Wijck
- Backer
- von Balluseck - I
- (Bangeman Huygens) - U (1904)
- Barchman Wuytiers - I
- Barnaart
- de Beaufort - (één tak I)
- Beelaerts van Blokland
- (Beeldsnijder) - U (1903)
- den Beer Poortugael
- van der Beken Pasteel (De nog levende afstammelingen zijn inmiddels allen ook opgenomen in de Belgische adel.)
- (de Bellefroid) - U (1877)
- van Benthem van den Bergh / van den Berch van Heemstede
- van Beresteyn
- Berg - I
- van den Bergh (II)
- van Bevervoorden van Oldemeule
- de Beyer
- van Beyma (Eén lid liet zich in 1984 royeren.)
- (Bichon Visch) - U (1888)
- Bicker
- (van Binckhorst) - U (1912)
- Bloys van Treslong
- Boddaert
- (von Boddien) - I, U (1967)
- de Boer
- van den Bogaerde
- (van Bommel) - U (1977)
- von Bönninghausen tot Herinkhave - I
- Boogaert
- Boreel
- von dem Borne - I
- (van Borssele) (II) - U (1917)
- Bosch
- von Bose - I
- (Bourcourd) - U (1885)
- (Bouwens) - U (1900)
- Bowier
- van Braam - U (1939)
- van den Brandeler
- de Brauw
- (van Brienen) (II) - U (1889)
- (van Bronkhorst) - U (1923)
- van der Brugghen - I
- (von Bülow) - I, U (1997)
- van Bunge - I
- (van der Burch) - U (1873)
- (van Burmania) - U (1834)
- du Bus de Warnaffe
- (Caan) - U (1939)
- van Cammingha
- (van Capellen) - I, U (1899)
- de Casembroot - I
- Changuion
- (de Charon de Saint Germain) - I, U (1981)
- (du Chastel de la Howarderie) - U (1910)
- von Chrismar - I
- van Citters
- (de Clermont) - R (1822)
- (Clifford) - U (2000)
- Coenen
- van Collen - I
- (Cornets de Groot) - U (1995)
- (de Court) - I, U (1900)
- (de la Court) - U (1980)
- (Custis) - I, U (1882)
- von Daehne - I
- Daelman
- Dedel
- (Deutz van Assendelft) - U (1913)
- (Dittlinger) - U (1978)
- van der Does
- van der Does de Willebois
- (Dommer van Poldersveldt) - I, U (1991)
- (van Dongen) - U (1830)
- van Doorn (I) • Het hoofd van de familie was baron.
- van Doorn (II)
- (Druyvesteyn) - U (1960)
- (van Dusseldorp de Superville) - U (1866)
- (van der Dussen) - U (1909)
- (van Echten) - U (1818)
- Eekhout
- Elias
- (Elout van Soeterwoude) - U (1939)
- (Engelen) - U (1966)
- (Everts) (I) - U (1974)
- (Everts) (II) - U (1923)
- van Eys
- van Eysinga
- (Fabricius) - U (1928)
- (Fannius Scholten) - U (1832)
- Falck
- Feith
- Filz von Reiterdank - I
- von Fisenne - I
- Flugi van Aspermont - I
- van Foreest
- (von Franckenberg en Proschlitz) - I, U (1943)
- (van Gesseler) - U (1908)
- von Geusau (I) - I
- Gevaerts
- von Ghyczy - I
- de Girard de Mielet van Coehoorn - E, I
- Gockinga
- (von Goedecke) - I, U (1885)
- van der Goes
- Goldberg
- Goldman
- (Goll van Franckenstein) - I, U (1904)
- Graafland
- de Graeff
- Graswinckel
- le Grelle
- Greven
- (de Grez) - I, U (1910)
- van Grotenhuis van Onstein
- (Gülcher) - U (1858)
- De Haan Hettema
- van Haeften (II)
- (Half-Wassenaer) - U (1892)
- (van Hambroick) - U (1822)
- (van Harencarspel Eckhardt) - U (1936)
- (Hartsen) - I, U (1972)
- (de Haze Bomme) - U (1890)
- van Haersma de With
- van Heemskerck
- (van Hees) - U (1830)
- van Heiden/von Heyden - I
- (von Helbig) - I, U (1896)
- Heldewier - (1907)
- von Hertzberg - I
- Hesselt van Dinter
- van Heurn
- Hoeufft
- van der Hoeven
- (Holmberg de Beckfelt) - U (1969)
- van Holthe
- Hooft
- van Hoorn
- (Hope) - U (1821)
- Hora Siccama
- (Hovy) - U (1890)
- (de Hoyos) - U (1847)
- Huydecoper
- (Huyghens) - U (1861)
- van Iddekinge
- von Ilsemann - I
- (van Imbyze van Batenburg) - U (1837)
- (van Ingen) - U (2000)
- Jankovich de Jeszenice - I
- (Janssens) - U (1970)
- (Jantzon van Erffrenten) - U (1890)
- (Jarges) - U (1845)
- de Jong van Beek en Donk
- de Jonge
- (Junius van Hemert) - U (1948)
- Just de la Paisières - I
- van Karnebeek
- Kemper
- Kenessey de Kenese - I
- van Keppel
- (Kerens) - U (1920)
- (van Kinsbergen) - U (1819)
- van Kinschot - I
- van Kretschmar - I
- de Kuyper
- de Lange (van Bergen) - I
- de Lannoy
- Lauta van Aysma - U (1898) & IE (2022)
- (van der Lely van Oudewater) - U (1885)
- (de Lenarts d'Ingenop) - U (1907)
- van Lennep
- (van Leyden) - U (1821)
- Leyssius
- van Lidth de Jeude
- (Lochmann van Königsfeldt) - I, U (1999)
- van Loon
- Loudon
- (Lycklama à Nijeholt) - U (1917)
- (de Maere) - U (1860)
- van der Maesen de Sombreff
- von Martels - I
- (Martens) - U (1972)
- Martini
- de Mauregnault
- May
- Mazel
- van der Meer de Walcheren
- van Meeuwen
- (Melort) - U (1898)
- de Membrède - (1831)
- (Merkes van Gendt) - U (1916)
- (van Merlen) - U (1990)
- de Mey
- Meijer
- Michiels van Verduyn
- (Middachten) - U (1901)
- van der Mieden
- de Milly
- Mock
- (van der Muelen) - U (1942)
- von Mühlen - I
- (Munter) - U (1861)
- de Muralt - I
- (van Naerssen) - U (1997)
- van Nispen / van Nispen tot Sevenaer genaamd Ruijs de Beerenbrouck
- op ten Noort
- de Norman d'Audenhove (II)
- (van Oldenbarneveld genaamd Witte Tullingh) - U (1941)
- (Olislagers) - R (1816)
- Ollongren - I
- Ortt
- van Pabst - I
- van Panhuys
- de Paul - I
- (Parker de Ruyter Rocher van Renais) - R (1849)
- (Paspoort) - U (1922)
- Pauw
- de Pelichy
- van Pelser Berensberg - I
- de Perponcher Sedlnitsky (I) - I • De titel baron van de eerste tak van de familie is thans uitgestorven.
- von Pestel - I
- de Pesters
- (de Petersen) - I, U (1914)
- (Petit) - I, U (1906)
- (Pichot van Slijpe) - U (1969)
- (van der Plaat) - U (1903)
- Ploos van Amstel
- van de Poll
- (de Pollart) - U (1855)
- (Polman Gruys) - U (1932)
- Pompe van Meerdervoort
- Prins (geslacht)
- (van Puttkammer) - I, U (1873)
- von Quadt (I) • De titel baron van de eerste tak van de familie is thans uitgestorven.
- Quintus
- van Raab van Canstein - I
- (Radermacher) - U (1882)
- (van Raesfelt) - U (1828)
- (Ram) - U (1980)
- (Rammelman Elsevier) - U (1980)
- de Ranitz
- Rappard
- van Reenen
- Reigersman
- Rendorp
- Repelaer
- (Rethaan Macaré) - U (1960)
- Reuchlin - I
- (Reynst) - U (1972)
- (de Ridder) - U (1860)
- van Riemsdijk
- (de Rivecourt) - I, U (1935)
- (Rochussen) - U (1928)
- (van Romondt) - U (1899)
- (de Roock) - U (1860)
- de Rotte
- (van Rouwenoort) - U (1874)
- de Roy van Zuidewijn/de Roye van Wichen
- Rutgers van Rozenburg - I
- (Ruijs de Beerenbrouck) - U (1999)
- (Ruysch) - I, U (1859)
- (Ruyssenaers) - U (1966)
- (Salvador) - U (1975)
- (de Salve de Bruneton) - I, U (1891)
- (van den Santheuvel) - U (1964)
- van Sasse van Ysselt
- de Savornin Lohman
- (Schade van Westrum) - U (1980)
- von Scheibler - I
- van Scheltinga
- (Schenck van Nijdeggen) - U (1827)
- von Scherff - I
- (van Schinne) - U (1854)
- von Schmid - I
- von Schmidt auf Altenstadt - I
- Schorer
- Schott
- Schuurbeque Boeye
- van Schuylenburch
- (von Schwartz) - U (1835)
- de Serière - I
- Serraris
- (Siberg) - U (1975)
- Sickinghe
- (von Siebold) - I, U (1918)
- (de Sigers ther Borch) - U (1924)
- (Simon de Vlodrop) - U (1847)
- (Singendonck) - U (1928)
- (van Slijpe) - U (1879)
- van Sminia
- Smissaert
- (van der Smissen) - U (1896)
- Smits van Eckart
- Snoeck
- Snouck Hurgronje
- Speelman - U (2005)
- (von Speicher) - I, U (1921)
- van Spengler
- (van de Spiegel) - U (1912)
- (van Splinter) - U (1965)
- (van der Staal) - U (1937)
- von Steiger
- Stern
- Stoop
- (Storm de Grave) - U (1911)
- Storm van 's Gravesande
- (van der Straten) - U (1864)
- Strick van Linschoten - I
- de Sturler
- (Lopes Suasso) - U (1970)
- van Suchtelen
- van Swinderen
- (van Sypesteyn) - U (1964)
- Teding van Berkhout
- Teixeira de Mattos
- van Tets
- den Tex
- (van Teylingen) - U (1993)
- (Theunissen Reijnst) - U (1861)
- (Thibaut) - U (1854)
- (van Thije Hannes) - U (1940)
- (Tjarda van Starkenborgh) - U (2000)
- des Tombe - I
- Trip
- Tulleken
- (Twent) - U (1868)
- van Valkenburg
- (de Vaynes van Brakell) - U (1957)
- Vegelin van Claerbergen
- (van den Velden) - U (1953)
- Verheyen
- (Ver Huell) - U (1931)
- (Verschuir Fontein) - U (1933)
- Versélewel de Witt Hamer - I
- Versluys
- Verspyck
- (van Vessem) - U (1960)
- de Vicq
- de Villeneuve - I
- (de Villers de Pité) - U (1941)
- (de Voocht) - U (1856)
- van Vredenburch
- (van Vrijberghe) - U (1908)
- (Vrijthoff) - U (1968)
- (van de Wall) - U (1853)
- Warin - (1902)
- Wesselman van Helmond
- Wichers
- von Winning
- van Winter
- de Wijkerslooth - I
- Wittert van Hoogland
- Wladimiroff - I
- van Wolframsdorff
- (von Wrangel auf Lindenberg) - I, U (1958)
- Wttewaall van Stoetwegen
- van der Wyck